# Segunda Manzana del Tambor
Segunda Manzana del Tambor är en ort i Mexiko.   Den ligger i kommunen Tuxpan och delstaten Michoacán de Ocampo, i den södra delen av landet, 140 km väster om huvudstaden Mexico City. Segunda Manzana del Tambor ligger 1 984 meter över havet och antalet invånare är 155.
Terrängen runt Segunda Manzana del Tambor är kuperad. Runt Segunda Manzana del Tambor är det ganska tätbefolkat, med 139 invånare per kvadratkilometer. Närmaste större samhälle är Heróica Zitácuaro, 15,1 km sydost om Segunda Manzana del Tambor. I omgivningarna runt Segunda Manzana del Tambor växer huvudsakligen savannskog.